# MAPK/ERK-signaltransduktionsvägen

MAPK/ERK-signaltransduktionsvägen med dess associerade proteiner och enzymer.

MAPK/ERK är en signaltransduktionsväg som involverar aktivering av enzymet MAPK, som i sin tur bland annat påverkar transkriptionsfaktorer. MAPK/ERK-vägen aktiveras bland annat av cytokinreceptorer med associerade januskinaser, JAK:ar som är en form av tyrosinkinas. MAPK är dock ett serin/treoninkinas, som endast fosforylerar vissa serin- och treoninrester på proteiner.
Signaltransduktion innebär att information om cellens yttre miljö överförs genom membranassocierade receptorer, som påverkar cellens interna miljö genom en signaltransduktionskedja.

## Delreaktioner
- När en cytokin- eller tyrosinkinasreceptor aktiveras kommer den att fosforyleras, vilket gör att den kan rekrytera ett adapterprotein kallat GRB2.
- GRB2 förbinder receptorn med ett annat protein kallat SOS, som är en form av guaninutbytesfaktor. GRB aktiverar också SOS.
- SOS kommer att påverka G-proteinet RAS, så att det lämnar ifrån sig ett associerat guanosindifosfat, GDP. Istället binder ett guanosintrifosfat, GTP, in. Detta medför att enzymet blir aktivt så att det kan fosforylera enzymet RAF.
- RAF kallas också MAPKKK, eller MAP-kinaskinaskinas, eftersom det fosforylerar och aktiverar nästa enzym i kedjan, MEK.
- MEK kallas logiskt nog även för MAP-kinaskinas, det fosforylerar i sin tur MAPK.
- MAPK i sin tur fosforylerar en mängd olika målproteiner, exempelvis transkriptionsfaktorer såsom ERK.

Varje enzym i kedjan MAPKKK-MAPK kan fosforylera flera enzymer, på detta vis kan signalen från en enda aktiverad receptor amplifieras till att påverka ett stort antal målproteiner.